# Viktor Müller
Viktor Müller byl český fotbalista, obránce.

## Fotbalová kariéra
Hrál za SK Smíchov v předligové éře. Za českou reprezentaci nastoupil ve 3 utkáních, z toho jednou jako kapitán. Reprezentoval Čechy v roce 1906 ve vůbec prvním reprezentačním utkání s Uherskem. Gól v reprezentaci nedal.